# پارک ملی فولگفونا
پارک ملی فولگفونا (به نروژی: Folgefonna nasjonalpark) پارکی ملی در نروژ است که ۵۴۵.۲ کیلومترمربع وسعت دارد. این پارک در ۱۴ می ۲۰۰۵ توسط ملکه نروژ سونجا افتتاح شد.